# Big Pharma
Big Pharma est un terme employé pour désigner l'industrie pharmaceutique dans son ensemble, mais souvent plus précisément les plus gros groupes la composant,. Il est notamment utilisé dans le cadre de la dénonciation du lobbying pharmaceutique.

## Description
Utilisé par des journalistes pour désigner l'industrie pharmaceutique en général,, le terme est également repris par des théories du complot, notamment la théorie du complot de Big Pharma,.
Le coût de développement moyen d'une molécule thérapeutique avoisine le milliard de dollars, entraînant de grands enjeux économiques pour chaque molécule développée par les laboratoires pharmaceutiques. Le délai entre le dépôt d'un brevet sur une nouvelle molécule et l'autorisations de mise sur le marché (AMM) s'est allongé jusqu'à dix à douze ans quand ledit brevet tombe au bout de vingt ans. Le secteur s'est concentré, pour mieux supporter ces coûts de R&D,
Le marché pharmaceutique représente 920 milliards d’euros de chiffre d’affaires en 2019. Les cinq premiers groupes à l’échelle mondiale par le chiffre d'affaires global(Johnson & Johnson, Roche, Pfizer, Bayer et Novartis) représentent environ un quart du marché, et seule une vingtaine d’entreprises du secteur dépasse les 10 milliards de chiffre d’affaires. Les dix premières entreprises disposent de 800 000 salariés. Si l’on retient le chiffre d’affaires global de l’entreprise ou la part consacrée aux médicaments donc le poids du secteur pharmaceutique de l'entreprise, le classement des Big Pharma n’est pas le même. Novartis, Roche, Pfizer, Johnson & Johnson, Sanofi ont les plus grands chiffres d'affaires dans le secteur pharmaceutique
La clé de l'innovation de demain pourrait échapper aux Big Pharma au profit des jeunes pousses créé par la recherche académique des universités. La moitié des AMM de nouvelles thérapies sont aujourd'hui attribuées à ces "biotechs",. On assiste aussi à des alliances Big Pharma Biotechs. Les grands groupes pharmaceutiques, comme le Français Sanofi, restent malgré tout indispensables pour la production, la logistique et le marketing des médicaments(et des vaccins).
En mars 2021, la France n’a pas encore réussi à valider un vaccin contre le SARS-CoV-2. Pour certains analystes, cet échec est le signe du retard pris par la recherche française depuis plus d’une décennie, n'ayant pas pris suffisamment en compte l'évolution de la chimie vers la biotechnologie dans le domaine de la santé.

## Secteur des antidouleurs
Aux États-Unis, les laboratoires (et distributeurs) pharmaceutiques auraient tiré des dizaines de milliards de dollars de chiffres d'affaires de leurs médicaments antidouleurs.
En 2014, les États-Unis font face à une crise de santé publique, 19 000 personnes sont mortes d’une prise non maîtrisée d’antidouleurs puissants délivrés légalement. Au niveau des États, certaines mesures ont été prises, notamment sur le suivi des prescriptions, afin qu’un patient ne puisse pas multiplier les ordonnances.
En 2017, environ deux millions d’Américains sont dépendants aux opiacés.
Le ministre de la justice de l’Ohio a lancé une procédure judiciaire contre cinq laboratoires pharmaceutiques (Johnson & Johnson, Teva, Allergan, Endo et Purdue Pharma) estimant qu'ils avaient une part de  responsabilité dans cette crise de santé publique par dissimulation des risques de dépendance qui peuvent se révéler et conduire à une surconsommation mortelle et par manque d’information des praticiens sur les risques de cette dépendance. Ce n'est pas la seule procédure engagée : Chicago, les comtés d’Orange (Californie) et Santa Clara (Californie) ont déposé plainte contre des laboratoires, la Virginie Occidentale a poursuivi les distributeurs de médicaments. Le Kentucky a négocié un abandon de poursuite contre un laboratoire.
En 2019, en Oklahoma, l’entreprise pharmaceutique Johnson & Johnson accusée d’avoir favorisée la dépendance à des médicaments antidouleurs au moyen de campagnes de promotion trompeuses reçoit une amende de 572 millions de dollars.
Plusieurs laboratoires étaient poursuivis par cet État, Purdue Pharma a réglé 270 millions de dollars avant le procès. Teva a réglé 85 millions de dollars.
En 2019, la responsabilité de l’industrie pharmaceutique est engagée dans cette crise de santé publique qui a fait plus de 400 000 morts en 20 ans, selon les chiffres des centres américains de prévention des maladies (CDC).
En septembre 2019, Purdue Pharma se déclare en faillite. L'entreprise américaine veut en obtenir 10 milliards de dollars, qui serviront dans le cadre d'un accord à l'amiable pour régler la crise des opiacés en soldant 2 000 plaintes auxquelles le fabricant de l'OxyContin est confronté et ainsi éviter le procès. L'OxyContin, puissant analgésique opioïde, 35 milliards de dollars de chiffre d'affaires, grâce à des techniques de vente très agressives. Le laboratoire pharmaceutique américain Purdue et le ministère américain de la Justice ont trouvé un accord à 8,3 milliards de dollars afin de solder les poursuites fédérales. L'accord doit être approuvé par un tribunal fédéral des faillites. En  septembre 2021, la justice américaine valide le plan de faillite du laboratoire Purdue. La famille Sackler, accusée d’avoir alimenté la crise des opiacés aux États-Unis, propose 4,3 milliards de dollars pour solder les poursuites, le plan prévoit d’accorder l’immunité aux membres de la famille Sackler.  Le 17 décembre 2021, un tribunal remet en cause l’immunité de la famille Sackler. Le ministre américain de la justice, Merrick Garland, estime dans un communiqué que le tribunal des faillites « n’avait pas le droit de priver les victimes de la crise des opiacés du droit de poursuivre la famille Sackler ».
En juin 2021, à la suite d'un accord avec l’État de New York, lui évitant un procès, Johnson & Johnson va cesser de vendre des opiacés aux États-Unis et devra régler 230 millions de dollars afin de financer les efforts de prévention, de traitement et d’éducation aux dangers que présentent ces substances dans l’État de New York.
En juillet 2021, accusées d’avoir contribué à la crise des opiacés qui ravage les États-Unis, quatre sociétés pharmaceutiques américaines sont prêtes à payer 26 milliards de dollars pour solder des milliers d’actions en justice intentées contre elles par de nombreux États américains.
Le laboratoire Johnson & Johnson a accepté de payer 5 milliards sur neuf ans, et les distributeurs McKesson, Cardinal Health et AmerisourceBergen, 21 milliards sur dix-huit ans, avec l’espoir de solder près de 4 000 actions en justice intentées par des dizaines d’États américains et collectivités locales.
 

## Secteur des vaccins
Dans l’industrie pharmaceutique, le secteur des vaccins est très concentré en raison de la spécificité de sa production et nécessite des investissements considérables (la recherche et développement monte à 20% du chiffre d’affaires) : cinq laboratoires se partagent 80 % du marché : Johnson & Johnson, Pfizer, Merck, GSK et Sanofi. Ce marché représente 27 milliards d’euros en 2019, soit 3 % du marché du médicament.
En 2020, les entreprises pharmaceutiques se livrent à une course de vitesse, dans la mise au point de vaccins contre la Covid-19 et leurs productions industrielles à l'échelle planétaire, à l'issue de laquelle le chiffre d'affaires pour le Big Pharma sera très important. Les grands groupes pharmaceutiques s'allient aux start-ups tels BioNTech ou Moderna qui se sont montrés plus rapides. En 2021, Sanofi qui a été distancé dans la course au développement d’un vaccin contre le Covid-19, rachète le spécialiste américain de l’ARN messager Translate mais renonce à poursuivre la mise en œuvre de la phase 3 de son vaccin à ARN messager contre la Covid-19 malgré des résultats positifs,.
Face à l’urgence sanitaire due à la pandémie de Covid-19, la question, « faut-il libérer les brevets des vaccins pour en produire plus ? », se pose. Cette idée se heurte aux contraintes de la propriété intellectuelle protégée par les brevets déposés par les entreprises,.
La Commission européenne a cédé aux exigences de l’industrie pharmaceutique qui lui a demandé une confidentialité quasi totale sur les aides accordées pour la recherche et sur le coût des achats de vaccins contre la Covid-19. Par ailleurs, selon la presse belge, un des sept super négociateurs choisi par la Suède n’était autre que Richard Bergström, ancien directeur de la Fédération européenne des associations et industries pharmaceutiques, le principal lobby de Big Pharma en Europe.
En mai 2021, emmenés par l’Inde et l’Afrique du Sud, une centaine d’États demandent à l'Organisation mondiale du commerce la levée des droits de propriété intellectuelle, mais Big Pharma défend son monopole. Ainsi, les États pourraient octroyer à des acteurs locaux des licences, sans que les détenteurs des brevets puissent s'y opposer. Cela permettrait de multiplier les sites de production, et par conséquent de réduire l’écart qui se creuse entre les pays riches et vaccinés et les nations les plus pauvres. Les États-Unis soutiennent la suspension des brevets pour les vaccins contre le Covid-19 et l'Union Européenne est prête à en discuter, pour accélérer la production mondiale,.
Selon Maurice Cassier, chercheur au Centre national de la recherche scientifique (CNRS), « les fabricants ont bénéficié de milliards d’euros d’aides publiques pour développer leurs vaccins, aucun n’est purement le fruit des recherches industrielles, tous ont profité de décennies de recherches académiques ».
En juin 2022, l’OMC entérine un accord minimal sur la levée des brevets sur les vaccins contre la Covid-19. Il donne le droit aux pays en développement d'accorder des licences de production pour les vaccins à des fabricants locaux en se passant de l’autorisation des titulaires des brevets.

### Documentaires
- Claire Lasko, Luc Hermann "Big Pharma, labos tout-puissants", Arte.tv, 2018 France, 88 min
- Pierre Monégier, Brice Baubit et Emmanuel Lejeune, envoye-special: Antidouleurs : l’Amérique dévastée, Francetvinfo.fr, 2019 France, 55 min

### Émission de radio
- Fabrice Drouelle, « La famille Sackler, les opioïdes et la mort » [audio], sur Affaires sensibles, France Inter, Radio France, 3 janvier 2023 (consulté le 3 janvier 2023).